# 大橋吉之輔
大橋 吉之輔（おおはし きちのすけ、1924年11月27日 - 1993年11月2日）は、日本のアメリカ文学者、翻訳家。

## 経歴
広島市出身。
1937年に広島高師附属中学校に入学、いわゆる「四修」で四年で卒業し、1941年に旧制広島高校に進学。1943年に東京帝国大学に入学した。1945年、召集を受けて朝鮮に派兵されるが間もなく終戦となり、戦後八か月ほど同地に滞在した後、1946年に帰国。
1948年3月に東京帝大文学部英文科を卒業する。学生時代は慶應義塾とは一切関わりがなかった。
東大では、中野好夫に師事した。卒業論文でシャーウッド・アンダスン論を書こうとしたが、そのための資料が東大の図書館にはほとんどなく、早稲田大学の龍口直太郎教授が作品を所蔵していることを聞きつけ、直談判し資料の貸し出しに成功した。卒業後は東京都立第九新制高等学校（現・都立北園高等学校）に職を得たが、三か月で教頭と大喧嘩の末、退職。
退職後は龍口が編集者を務めていた東西出版社に籍を置き、『新英米文学』の編集に携わったが、同社は翌1949年に倒産。同年、玉川大学文学部英米文学科に専任講師として招かれた。1952年慶應義塾大学文学部英米文学科に移り、1959年に助教授、1963年には教授になった。1990年定年退任、恵泉女学園大学教授。同姓（血縁ではない）の大橋健三郎らとともにアメリカ文学会を担った。
1987年、「アンダスンと三人の日本人」で日米友好基金特別図書賞を受賞。

## 著書
- 『アンダスンと三人の日本人 昭和初年の「アメリカ文学」』（研究社出版） 1984
- 『アメリカ文学史入門』（研究社出版） 1989
- 『エピソード アメリカ文学者 大橋吉之輔エッセイ集』（尾崎俊介編、トランスビュー） 2021

### 編著・共編
- 『総説アメリカ文学史』（大橋健三郎, 斎藤光共編、研究社出版） 1975
- 『アメリカ文学読本』（有斐閣選書） 1982
- 『小学生の英語教室』（東京こども英語協会発行年未詳） 発行年未詳 - カリキュラム指導[2]

## 翻訳
- 『アメリカの短篇小説 - 1900-50』（レイ・B・ウェスト・Jr.、龍口直太郎共訳、評論社） 1955
- 『エミリーへの薔薇 / 猟犬』（ウイリアム・フォークナー、高橋正雄共訳、英宝社） 1956
- 『アブサロム・アブサロム』（フォークナー、西脇順三郎共訳、荒地出版社、現代アメリカ文学全集8） 1958
  - 『フォークナー全集 12 アブサロム、アブサロム!』（冨山房、中村真一郎解説）1968。改訳版[3]
- 『死の会議録』（パトリシア・モイーズ、早川書房） 1964
- 『ジョヴァンニの部屋』（ジェイムズ・ボールドウィン、白水社） 1964。白水Uブックス 1984、新版2024
- 『近代アメリカ短篇集』（足立康共編訳、金星堂） 1964
- 「日はまた昇る」（ヘミングウェイ、筑摩書房、世界文学全集60『ヘミングウェイ集』） 1966
- 『人生の午後のある日』（ウィリアム・サローヤン、荒地出版社） 1966
- 『黒猫 / 黄金虫』（エドガー・アラン・ポー、角川文庫） 1966
- 『犠牲者』（ソール・ベロウ、後藤昭次共訳、白水社） 1966、のち新版 2001ほか
- 『武器よさらば』（ヘミングウェイ、河出書房新社、世界文学全集 第二集21） 1967
- 『アンクル・トムの小屋』（ストウ夫人、旺文社文庫） 1967、のち新版
- 『ナット・ターナーの告白』（ウィリアム・スタイロン、河出書房新社） 1970
- 『プニン』（ウラジーミル・ナボコフ、新潮社） 1971。文遊社 2012
- 『かれら』（ジョイス・キャロル・オーツ、真野明裕共訳、角川書店） 1973
- 『富めるもの貧しきもの』（アーウィン・ショー、早川書房） 1973、ハヤカワ文庫 1990
- 『ゼルダ 愛と狂気の生涯』（ナンシー・ミルフォード、新潮社） 1974
- 『頑張れヘリオット』（ジェームズ・ヘリオット、文化放送開発センター出版部） 1975
  - 新版改題『ヘリオット先生奮戦記』（ハヤカワ文庫） 1981
- 「高く昇って一点へ」「善良な田舎者」「啓示」（フラナリー・オコナー、主婦の友社、キリスト教文学の世界21） 1977
- 『カリフォルニア州ヨコハマ町』（トシオ・モリ、毎日新聞社） 1978